# Saison 2018-2019 de la LCHF
Saison précédente
La saison 2018-2019 est la 12e saison de la Ligue canadienne de hockey féminin (LCHF) et dernière de l'histoire de la ligue. 
La saison régulière voit six équipes jouer 28 parties chacune, avec chaque équipe Nord-Américaine jouant trois matchs en une semaine lors de son déplacement en Chine au domicile des Shenzhen KRS Vanke Rays. L'Inferno de Calgary remporte la Coupe Clarkson en battant en finale les Canadiennes sur un score de 5 à 2 .

## Contexte
Le 16 juillet 2018, il est annoncé que la LCHF repasse à six équipes pour la saison 2018-2019, en regroupant les deux équipes chinoises basées à Shenzhen. Le Red Star Kunlun absorbe les Vanke Rays et est renommé Shenzhen KRS Vanke Rays. La transition vers un modèle à six équipes a pour but de mieux gérer les coûts de déplacement et le repos des joueuses, en condensant moins de matchs lors des séjours en Chine et facilitant la coordination pour l'équipe unique.
De plus, Brenda Andress quitte son poste de commissaire de la LCHF durant l'inter-saison. Elle est remplacée de façon intérimaire par Jayna Hefford dès le 1er août 2018 .
Mi-août le déménagement des Blades de Boston est annoncé vers Worcester et l'équipe est renommée Blades de Worcester pour la saison 2018-2019, en conservant une grande partie du staff d'entraineurs et le directeur général Derek Alfama.
Le 15 novembre 2018 est annoncé le quatrième match des étoiles de la ligue, qui aura lieu le 20 janvier 2019 à la Scotiabank Arena des Maple Leafs de Toronto, comme les éditions précédentes.
Le 31 mars 2019, à travers un communiqué officiel, la LCHF annonce sa dissolution au 1er mai 2019 pour raisons financières . 

## Saison régulière
La saison régulière démarre le samedi 13 octobre 2018 par trois rencontres (Calgary - Montréal, Toronto - Shenzen et Worcester - Markham) et se termine le 24 février 2019 par deux rencontres (Worcester - Toronto et Markham - Montréal) .

### Classement
| Clt   | Équipe                  | PJ | V  | D  | DP | DF | BP  | BC  | Diff | Pts |
| ----- | ----------------------- | -- | -- | -- | -- | -- | --- | --- | ---- | --- |
| +001, | Inferno de Calgary      | 28 | 23 | 4  | 0  | 1  | 111 | 54  | +57  | 47  |
| +002, | Canadiennes de Montréal | 28 | 21 | 6  | 0  | 1  | 118 | 45  | +73  | 43  |
| +003, | Thunder de Markham      | 28 | 13 | 11 | 3  | 1  | 85  | 80  | +5   | 30  |
| +004, | Furies de Toronto       | 28 | 14 | 14 | 0  | 0  | 64  | 77  | -13  | 28  |
| +005, | Shenzhen KRS Vanke Rays | 28 | 13 | 13 | 2  | 0  | 79  | 68  | +11  | 28  |
| +006, | Blades de Worcester     | 28 | 0  | 28 | 0  | 0  | 22  | 155 | -133 | 0   |

- En gras : vainqueur de la saison régulière
- En italique : qualifié pour les séries

### Statistiques

#### Meilleures pointeuses de la saison régulière
| Joueuse             | Équipe                  | PJ | B  | A  | Pts | +/- | Pun |
| ------------------- | ----------------------- | -- | -- | -- | --- | --- | --- |
| Marie-Philip Poulin | Canadiennes de Montréal | 26 | 23 | 27 | 50  | +39 | 12  |
| Ann-Sophie Bettez   | Canadiennes de Montréal | 26 | 18 | 30 | 48  | +39 | 16  |
| Rebecca Johnston    | Inferno de Calgary      | 27 | 15 | 24 | 39  | +31 | 8   |
| Victoria Bach (en)  | Thunder de Markham      | 26 | 19 | 13 | 32  | +8  | 6   |
| Brianne Jenner      | Inferno de Calgary      | 27 | 19 | 13 | 32  | +15 | 8   |
| Alexandra Carpenter | KRS Vanke Rays          | 28 | 17 | 14 | 31  | +21 | 0   |
| Jill Saulnier       | Canadiennes de Montréal | 20 | 11 | 18 | 29  | +24 | 12  |
| Natalie Spooner     | Furies de Toronto       | 26 | 15 | 11 | 26  | -2  | 14  |
| Sarah Nurse         | Furies de Toronto       | 26 | 14 | 12 | 26  | 0   | 16  |
| Brianna Decker      | Inferno de Calgary      | 23 | 12 | 14 | 26  | +21 | 18  |

#### Meilleures gardiennes de la saison régulière
Ci-après les meilleures gardiennes de la saison régulière ayant joué au moins 540 minutes.
| Gardienne           | Équipe(s)               | PJ | V  | D  | Pr. | Min   | BC | Moy  | %Arr | Bl |
| ------------------- | ----------------------- | -- | -- | -- | --- | ----- | -- | ---- | ---- | -- |
| Emerance Maschmeyer | Canadiennes de Montréal | 20 | 15 | 4  | 1   | 1 200 | 29 | 1,45 | 93,5 | 4  |
| Alex Rigsby         | Inferno de Calgary      | 17 | 14 | 2  | 1   | 1 027 | 35 | 2,04 | 91,6 | 1  |
| Noora Räty          | KRS Vanke Rays          | 20 | 8  | 12 | 0   | 1 169 | 48 | 2,46 | 92,1 | 2  |
| Erika Howe (en)     | Thunder de Markham      | 20 | 9  | 8  | 1   | 1 149 | 49 | 2,56 | 92,4 | 2  |

## Matchs des étoiles
Le 15 novembre 2018 est annoncé le quatrième match des étoiles de la ligue, qui a lieu le 20 janvier 2019 à la Scotiabank Arena des Maple Leafs de Toronto, comme les éditions précédentes . À la suite des votes des fans, Brigette Lacquette est sélectionnée pour être capitaine de l'équipe violette tandis que Liz Knox est nommée pour l'équipe dorée, cette dernière remportant le match . 

## Séries éliminatoires
Le 15 novembre 2018 il est annoncé que la finale de la Coupe Clarkson se tiendra à Toronto, le 24 mars 2019, au Coca-Cola Coliseum, patinoire des Marlies de Toronto  et sera retransmise par le réseau Sportnet au Canada et États-Unis . Les demi-finales se joueront en un seul week-end, du 8 au 10 mars 2019, au meilleur des trois matchs .

### Tableau
|  | Demi-finales (au meilleur des trois matchs) | Demi-finales (au meilleur des trois matchs) | Demi-finales (au meilleur des trois matchs) | Demi-finales (au meilleur des trois matchs) |   |          | Finale de la Coupe Clarkson | Finale de la Coupe Clarkson | Finale de la Coupe Clarkson | Finale de la Coupe Clarkson |
|  |                                             |                                             |                                             |                                             |   |          |                             |                             |                             |                             |
|  |                                             |                                             |                                             |                                             |   |          |                             |                             |                             |                             |
|  | 1                                           | Calgary                                     | 2                                           | 2                                           |   |          |                             |                             |                             |                             |
|  | 1                                           | Calgary                                     | 2                                           | 2                                           |   |          |                             |                             |                             |                             |
|  | 4                                           | Toronto                                     | 1                                           | 1                                           |   |          |                             |                             |                             |                             |
|  | 4                                           | Toronto                                     | 1                                           | 1                                           | 4 | Montréal | 2                           | 2                           |                             |                             |
|  |                                             |                                             |                                             |                                             | 4 | Montréal | 2                           | 2                           |                             |                             |
|  |                                             |                                             | 2                                           | Calgary                                     | 5 | 5        |                             |                             |                             |                             |
|  | 2                                           | Montréal                                    | 2                                           | Calgary                                     | 5 | 5        | 2                           | 2                           |                             |                             |
|  | 2                                           | Montréal                                    |                                             |                                             |   |          |                             | 2                           |                             |                             |
|  | 3                                           | Markham                                     | 1                                           | 1                                           |   |          |                             |                             |                             |                             |
|  | 3                                           | Markham                                     | 1                                           | 1                                           |   |          |                             |                             |                             |                             |

### Finale
| 24 mars 2019 | Inferno de Calgary | 5-2 (2-0, 1-2, 2-0) | Canadiennes de Montréal | Coca-Cola Coliseum |

| Feuille de match | Feuille de match | Feuille de match    | Feuille de match                                                        | Feuille de match |
| ---------------- | --- | ------------------- | ----------------------------------------------------------------------- | ---------------- |
|                  | Hickel (Gosling, Bellamy) — 7 min 59 s Krzyzaniak (Turnbull) — 12 min 59 s Decker (Bellamy) — 12 min 42 s - Hickel (Johnston) — 6 min 24 s Johnston (Lacquette) — 19 min 37 s | 2-0 1-2 2-0         | - Bettez (Lefort) — 3 min 43 s Bettez (Knight, Ambrose) — 17 min 37 s - |                  |
| Alex Rigsby      | Gardiens | Emerance Maschmeyer |                                                                         |                  |
| 10 min           | Pénalités | 10 min              |                                                                         |                  |
| 30               | Tirs | 27                  |                                                                         |                  |

## Effectif champion
- Gardiennes de but : Alex Rigsby, Annie Belanger
- Défenseures : Tori Hickel, Brigette Lacquette, Kelly Murray, Aina Mizukami, Halli Krzyaniak , Kacey Bellamy, Kateyn Gosling
- Attaquantes : Rebecca Johnston, Venla Hovi, Erica Kromm, Dakota Woodworth, Rhianna Kurio, Kelty Apperson, Brianna Decker, Rebecca Leslie, Kaitlin Willoughby, Brianne Jenner, Louise Warren, Blayre Turnbull, Zoe Hickel
- Entraîneur : Ryan Hilderman

## Récompenses
Les récompenses sont remises à l'occasion de la cérémonie annuelle de remises des prix le 22 mars 2019, à Toronto  . 
| Trophée                                                 | Vainqueur                                     | Finalistes                                                                        |
| ------------------------------------------------------- | --------------------------------------------- | --------------------------------------------------------------------------------- |
| Trophée Angela James Meilleure pointeuse de la saison   | Marie-Philip Poulin (Canadiennes de Montréal) | -                                                                                 |
| Entraîneur de l'année                                   | Jim Jackson (Thunder de Markham)              | Ryan Hilderman (Inferno de Calgary) Courtney Kessel (Furies de Toronto)           |
| Défenseur de l'année                                    | Erin Ambrose (Canadiennes de Montréal)        | Kacey Bellamy (Inferno de Calgary) Laura Fortino (Thunder de Markham)             |
| Gardienne de l'année                                    | Alex Rigsby (Inferno de Calgary)              | Emerance Maschmeyer (Canadiennes de Montréal) Noora Räty (Red Star Kunlun)        |
| Prix humanitaire                                        |                                               |                                                                                   |
| Trophée Jayna Hefford Meilleure joueuse selon ses pairs | Marie-Philip Poulin (Canadiennes de Montréal) | Brianne Jenner (Inferno de Calgary) Emerance Maschmeyer (Canadiennes de Montréal) |
| Meilleure joueuse                                       | Marie-Philip Poulin (Canadiennes de Montréal) | Rebecca Johnston (Inferno de Calgary) Natalie Spooner (Furies de Toronto)         |
| Recrue de l'année                                       | Victoria Bach (Thunder de Markham)            | Rebecca Leslie (Inferno de Calgary) Sarah Nurse (Furies de Toronto)               |
| Meilleure joueuse des séries                            | Brianna Decker (Inferno de Calgary)           | -                                                                                 |

| Trophée                                                               | Équipe             |
| --------------------------------------------------------------------- | ------------------ |
| Trophée Chairman Équipe de la saison régulière avec le plus de points | Inferno de Calgary |
| Coupe Clarkson Vainqueur des séries                                   | Inferno de Calgary |